# Andronikos Dukas (Mitkaiser)

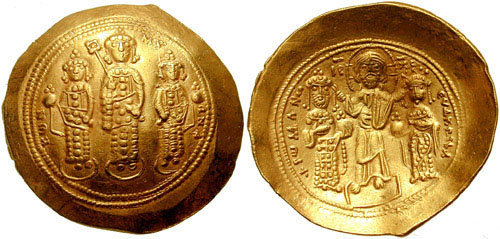
Histamenon des Romanos IV.: Romanos mit Eudokia Makrembolitissa, durch Jesus Christus gekrönt (Revers, rechts), und die jungen Mitkaiser Michael VII. Dukas, Andronikos Dukas und Konstantios Dukas (Avers)

Andronikos Dukas (mittelgriechisch Ἀνδρόνικος Δούκας; * um 1058; † wahrscheinlich 1077) war ein byzantinischer Prinz und seit 1068 Mitkaiser.

## Leben
Andronikos stammte aus der byzantinischen Adelsfamilie der Dukai, die zu den ältesten des Reiches zählte. Er war der zweitälteste Sohn des Kaisers Konstantin X. und der Eudokia Makrembolitissa. Er hatte zwei Brüder, den älteren Michael und den jüngeren, purpurgeborenen Konstantios, sowie drei Schwestern namens Anna, Theodora (die spätere Ehefrau des venezianischen Dogen Domenico Silvo) und Zoe. Im Gegensatz zu seinen beiden Brüdern wurde Andronikos von seinem Vater 1060 offenbar nicht zum Mitkaiser (Symbasileus) erhoben.
Als Konstantin X. 1067 starb, war Andronikos erst etwa neun Jahre alt. Da der nominelle Thronfolger Michael VII. auch noch minderjährig war, übernahm seine Mutter Eudokia die Regentschaft. In der Praxis regierten jedoch der Mönch, Geschichtsschreiber und Staatsmann Michael Psellos und Andronikos’ Onkel, der Kaisar Johannes Dukas. Angesichts der massiven militärischen Bedrohung des Reiches von außen wollte die Militäraristokratie die Regierung nicht einem Knaben, einer Frau oder einem Mönch überlassen, sondern plädierte für eine starke Militärherrschaft. Eudokia wurde daher gedrängt, sich mit dem kappadokischen Magnaten und siegreichen General Romanos Diogenes zu vermählen.
Durch diese Ehe wurde Romanos Diogenes 1068 zum Stiefvater von Andronikos und in der Folge als Romanos IV. zum Kaiser des Byzantinischen Reiches gekrönt. Er regierte von 1068 bis 1071 de facto als Hauptkaiser und schloss damit die erbberechtigten Söhne seines Vorgängers, Michael und Konstantios, als bloße Mitkaiser von der Herrschaft aus, wenngleich auch Andronikos nunmehr formal ins Herrscherkollegium aufrückte. Dies geschah vielleicht auf Eudokias Wunsch, aber auch aus dynastischen Erwägungen: Die Vielzahl der Mitkaiser, die bald auch die beiden jungen Söhne Eudokias von Romanos, Leon und Nikephoros, einschloss, schwächte die Position der Söhne Konstantins X. zugunsten des Hauptkaisers. Andronikos begleitete seinen Stiefvater 1068 bei dessen Strafexpedition gegen die Seldschuken bis Sebasteia, wo er zusammen mit dem Infanterietross zurückblieb; laut Attaleiates wurde der junge Mitkaiser dabei von Romanos wie eine Geisel behandelt.
Romanos IV. erlitt mit seinem Heer in der Schlacht von Manzikert am 26. August 1071 eine vernichtende Niederlage gegen die Seldschuken und wurde gefangen genommen. Diese Gelegenheit nutzten seine Gegner unter der Führung des Kaisars Johannes Dukas und des Finanzministers Nikephoritzes, um ihn für abgesetzt zu erklären und den Thron neu zu besetzen. Andronikos’ älterer Bruder Michael, der nominell seit 1067 Kaiser war, wurde am 24. Oktober 1071 zum Alleinherrscher ausgerufen und gekrönt. Andronikos und Konstantios wurden vorübergehend aus dem Palast entfernt, durften aber ihren kaiserlichen Rang behalten; ihre Mutter Eudokia wurde in ein Kloster gesteckt. Im August 1074 unterzeichnete Andronikos zusammen mit Michael VII., Konstantios und dem Patriarchen Johannes den Chrysobull über das Bündnis mit Robert Guiskard gegen die Seldschuken.
Als Michael VII. am 7. Januar 1078 unter dem Druck der Usurpatoren Nikephoros Botaneiates und Nikephoros Bryennios zugunsten seines jüngsten Bruders Konstantios auf den Thron verzichtete, dürfte Andronikos – entgegen den Angaben bei Attaleiates und Skylitzes Continuatus – schon nicht mehr gelebt haben. Seine Ehe mit einer namentlich nicht bekannten, bald nach ihm verstorbenen Frau (möglicherweise eine ungarische Prinzessin) blieb kinderlos.